# The New England Journal of Medicine
«The New England Journal of Medicine» («Медичний журнал Нової Англії») — англійськомовний медичний рецензований науковий журнал. Видавець — Медичне товариство Массачусетсу, США. Найстаріший і найбільш широко читаний періодичний медичний журнал у світі, цитоване і впливове періодичне видання по загальній медицині у світі.
Журнал був заснований доктором Джоном Коллінзом Ворреном в 1812 році як щоквартальне видання. У 1828 році журнал став тижневиком, сторіччя по тому отримав свою сучасну назву.
Журнал публікує редакційні статті та звіти за оригінальними дослідженнями, широко цитовані оглядові статті, листування, тематичні доповіді.